# Mantella milotympanum
Mantella milotympanum is een kikker uit de familie gouden kikkers (Mantellidae). De soort komt endemisch voor op het Afrikaanse eiland Madagaskar.

## Uiterlijke kenmerken

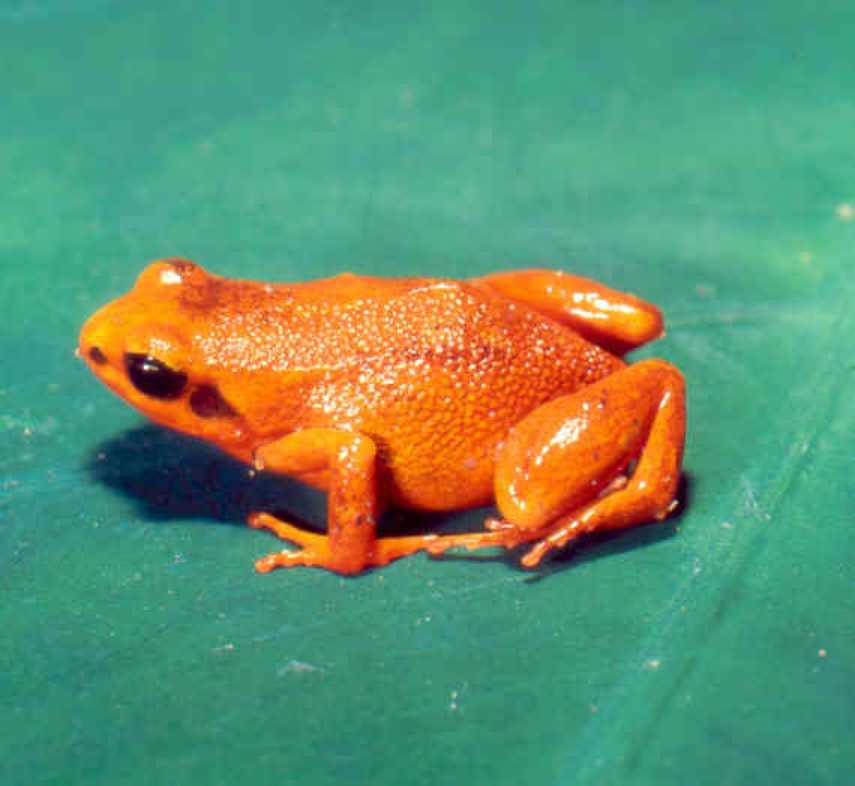
Oranje variant

Mantella milotympanum is een relatief kleine Mantella-soort en heeft een lichaamslengte tussen de 19 en 23 millimeter. Vrouwtjes kunnen echter vrij groot worden, tot wel 30 millimeter. De kikker is vrijwel geheel geeloranje tot roodoranje, met uitzondering van een zwarte vlek op de trommelvlies en een donker pigment rond de snuit. De onderzijde is iets lichter dan de bovenzijde. De iris van het oog is zwart met een beetje licht pigment in het bovenste gedeelte.
De soort kan verward worden met Mantella crocea en de gouden mantella (M. aurantiaca). M. crocea heeft echter zwarte flanken, terwijl de gouden mantella geheel geen zwarte kleuren heeft.

## Gedrag en leefwijze
Het gedrag en leefwijze van M. milotympanum komt sterk overeen met die van de gouden mantella en M. crocea. Het is een dagactieve kikker die leeft in de strooisellaag van bosranden, vaak in de omgeving van grote moerassen of rivieren. Mannetjes laten zich horen door onregelmatige series van korte, snerpende geluiden. Het vrouwtje legt haar eieren in de grond, waarop de kikkervissen tijdens het regenseizoen naar nabijgelegen stroompjes spoelen, waar ze verder ontwikkelen. Buiten het broedseizoen is M. milotympanum moeilijk in zijn habitat aan te treffen.

## Verspreiding
Mantella milotympanum is endemisch op Madagaskar en komt voornamelijk voor rond Fierenana, in het district Moramanga in het centrale oosten van het eiland. De soort is aangetroffen op een hoogte van 900 tot 1000 meter boven zeeniveau. Hij leeft in een aantal gebieden sympatrisch met M. crocea.

### Beschermingsstatus
M. milotympanum heeft een sterk gefragmenteerd verspreidingsgebied, dat onder andere bedreigd wordt door houtkap, overbegrazing en de verspreiding van eucalyptusbomen. Er zijn geen exemplaren aangetroffen in beschermde gebieden. De soort is derhalve als 'kritiek' (CR of Crittical) opgenomen op de Rode Lijst van de IUCN. De export voor de handel in exotische diersoorten vormt ook een bedreiging. Op de lijst van CITES is M. milotympanum derhalve opgenomen in Bijlage II, wat wil zeggen dat voor de export een vergunning moet worden aangevraagd.

## Taxonomie
De naam van de soort werd in 1996 voor het eerst wetenschappelijk gepubliceerd door Marc Staniszewski. De validiteit van de soortstatus is niet zeker, mogelijk is M. milotympanum een kleurvariant van M. crocea.